# Wola Osowińska (gromada)
Wola Osowińska – dawna gromada, czyli najmniejsza jednostka podziału terytorialnego Polskiej Rzeczypospolitej Ludowej w latach 1954–1972.
Gromady, z gromadzkimi radami narodowymi (GRN) jako organami władzy najniższego stopnia na wsi, funkcjonowały od reformy reorganizującej administrację wiejską przeprowadzonej jesienią 1954 do momentu ich zniesienia z dniem 1 stycznia 1973, tym samym wypierając organizację gminną w latach 1954–1972.
Gromadę Wola Osowińska z siedzibą GRN w Woli Osowińskiej utworzono – jako jedną z 8759 gromad na obszarze Polski – w powiecie łukowskim w woj. lubelskim na mocy uchwały nr 13 WRN w Lublinie z dnia 5 października 1954. W skład jednostki weszły obszary dotychczasowych gromad Wola Osowińska, Nowiny, Oszczepalin "A" i Oszczepalin "B" ze zniesionej gminy Wojcieszków w tymże powiecie. Dla gromady ustalono 19 członków gromadzkiej rady narodowej.
1 stycznia 1958 gromadę włączono do powiatu radzyńskiego  w tymże województwie.
1 stycznia 1959 z gromady Wola Osowińska wyłączono wsie Oszczepalin A i Oszczepalin B, włączając je do gromady Wojcieszków w powiecie łukowskim.
1 stycznia 1960 do gromady Wola Osowińska włączono obszar zniesionej gromady Krasew w tymże powiecie.
Gromada przetrwała do końca 1972 roku, czyli do kolejnej reformy gminnej.